# Ananca collaris
Ananca collaris là một loài bọ cánh cứng trong họ Oedemeridae. Loài này được Sharp miêu tả khoa học năm 1885.